# Колібрі бурий
Колі́брі бурий (Colibri delphinae) — вид серпокрильцеподібних птахів родини колібрієвих (Trochilidae). Мешкає в Центральній і Південній Америці.

## Опис

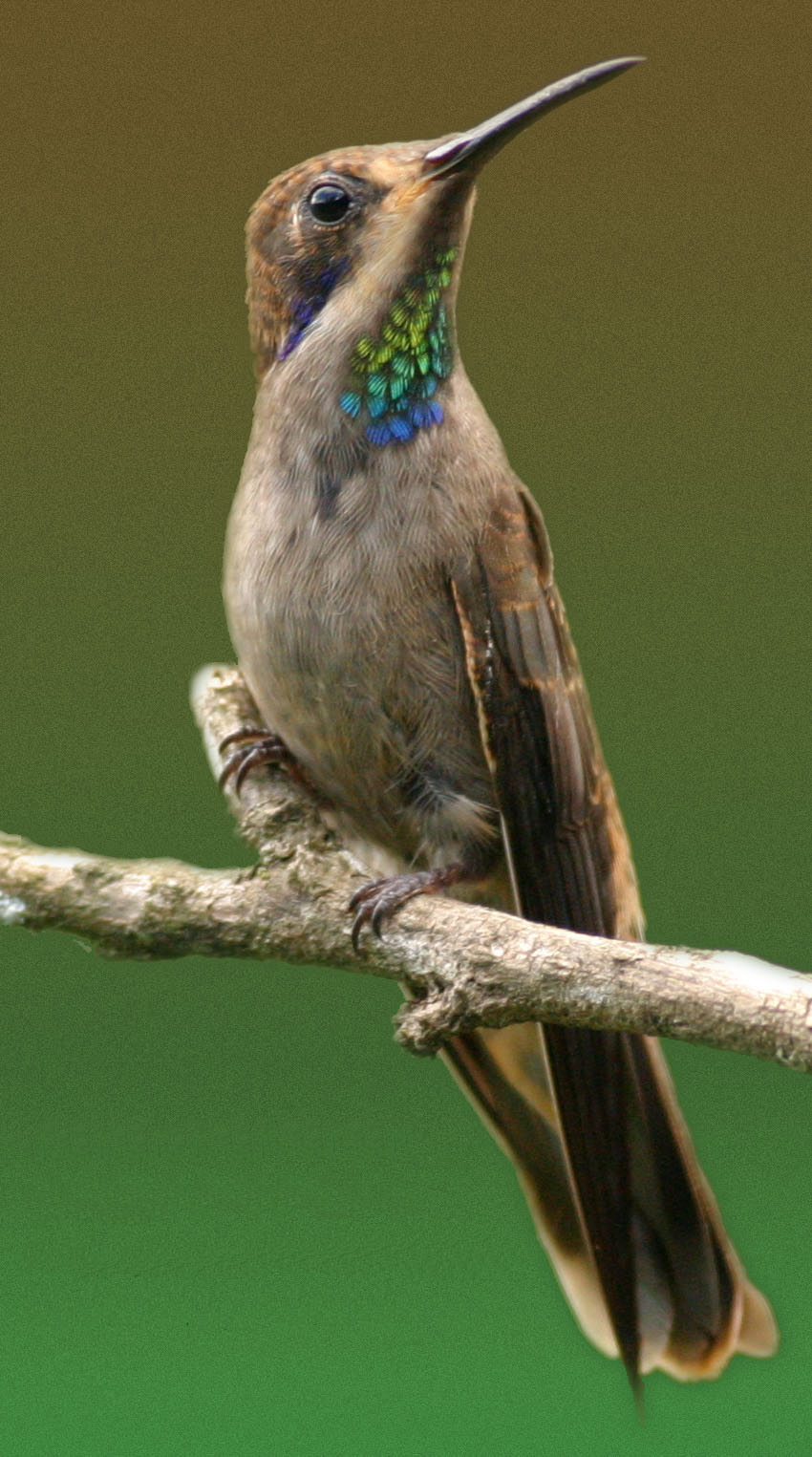
Бурий колібрі

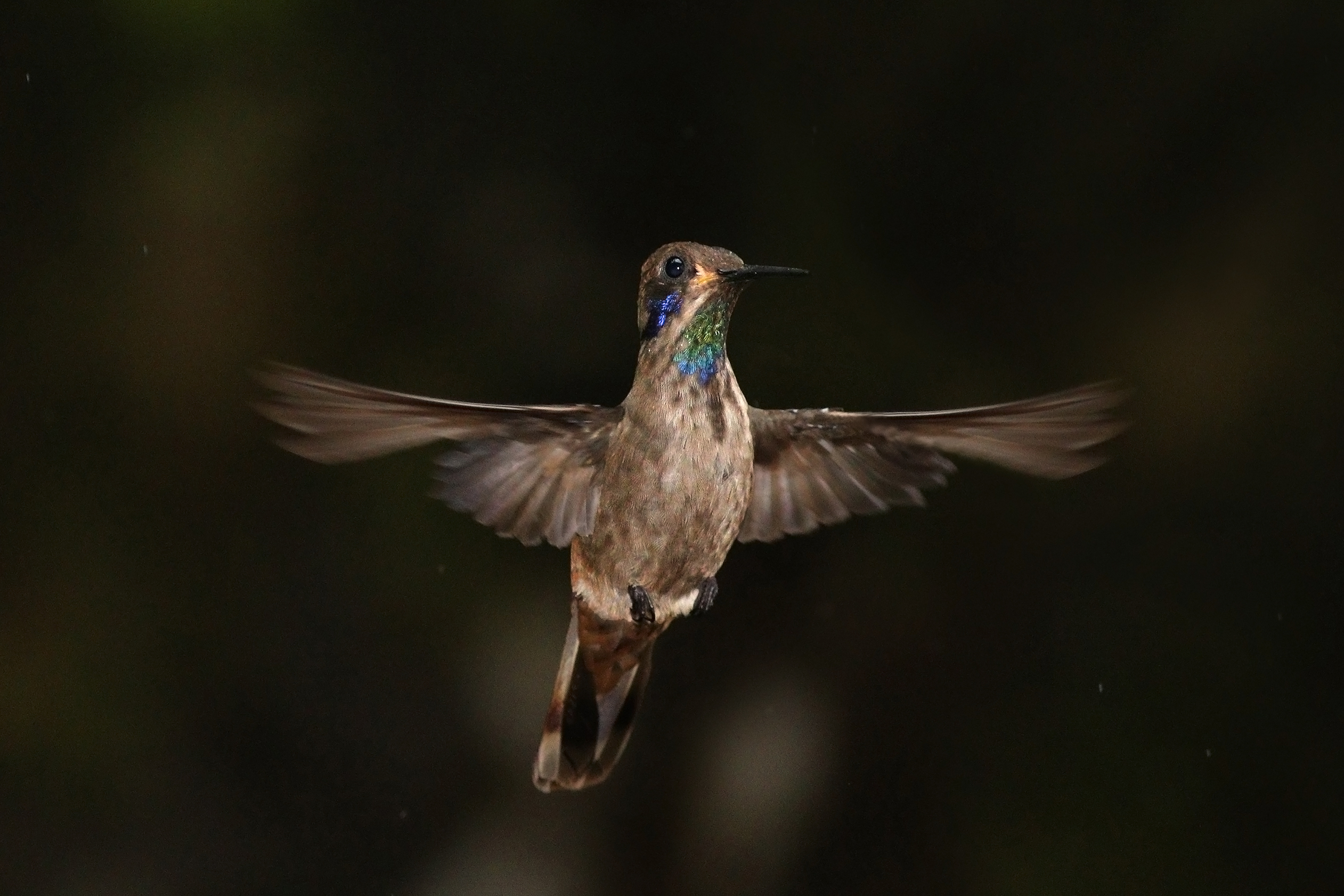
Бурий колібрі в польоті

Довжина птаха становить 11-12 см, самці важать 5,5-8 г, самиці 6,1 г. Забарвлення переважно сірувато-коричневе, спина зелена. верхні покривні пера хвоста иемні з широкими коричневими краями. Хвіст бронзово-зелений з зеленувато-чорною смугою на кінці, поцяткованою вузькими охристими або сіруватими плямками. На щоках під очима фіолетові плями, від дзьоба до грудей ідуть охристі або білі смуги, як у ермітів. На центральній частині горла зелена блискуча пляма з синім краєм знизу. Дзьоб відносно короткий, прямий, чорний, лапи темно-сірі. У молодих птахів пера на верхій частині тіла мають широкі охристі або тьмяно-рудувато-коричневі краї, крім того фіолетові плями на щоках у них відсутні, натомість голова з боків у них темно-сіра.

## Поширення і екологія
Бурі колібрі мешкають на сході Гватемали, Белізу і Гондурасу, на півночі Нікарагуа, в горах Коста-Рики і Панами, в горах на крайньому сході Панами, на кордоні з Колумбією, в Андах на території Венесуели, Колумбії, Еквадору, Перу і Болівії, в гірському масиві Сьєрра-Невада-де-Санта-Марта на півночі Колумбії, в горах Сьєрра-де-Періха на кордоні Колумбії і Венесуели, на півострові Парія у Венесуелі, на острові Тринідад, на Гвіанському нагір'ї у Венесуелі, Гаяні і Бразилії, а також локально у Французькій Гвіані і Суринамі та в регіоні Чапада-Діамантіна на Бразильському нагір'ї. Вони живуть у вологих рівнинних і гірських тропічних лісів, на узліссях і порослих чагарниками галявинах, у вторинних заростях і на плантаціях. Зустрічаються на висоті від 100 до 2800 м над рівнем моря, переважно на висоті від 400 до 1600 м над рівнем моря.
Бурі колібрі живляться нектаром різноманітних квітучих дерев, чагарників і епіфітів, квіти яких мають короткі віночки, зокрема нектаром дерев Inga, Erythrina, Calliandra, Clusia і Warscewiczia та чагарників Cephaelis і Stachytarpheta. Крім того, вони доповнюють раціон комахами, яких ловлять в польоті. Бурі колібрі не є особливо територіальними, однак є дуже агресивними і часто нпадають на інших колібрі.
Сезон розмноження у бурих колібрі відбувається наприкінці сезону дощів і на початку сезону посухи, в Коста-Риці з листопада по травень, на сході Венесуели з грудня по січень, в Колумбії в листопаді, квітні і червні. Самці токують, збираючись групами по 3-6 птахів в кронах дерев, на висоті 30-60 м над землею. Іноді на токовищах можуть збиратися кілька десятків птахів, хоч і розподілених по відносно великій території. Гніздо невелике, чашоподібне, робиться з листя. прикріпюється до гілки чагарника або до бамбука, на Тринідаді на висоті 1-2 м над землею.